# Relações entre Brasil e Japão
As relações entre Brasil e Japão são as relações diplomáticas entre ambos os países. Estas relações começaram em 1895, com a assinatura do Tratado de Amizade, Comércio e Navegação. Em 1942 houve o rompimento das relações, devido ao início da Segunda Guerra Mundial, sendo restabelecidas em 1952. Ambos países são membros do G4, G20, da OMC e da ONU.
Uma pesquisa divulgada em 2013 pela BBC News revelou que o Brasil é um dos países mais pró-Japão do mundo, de acordo com a pesquisa 71% dos brasileiros veem a influência do Japão de forma positiva e apenas 10% de forma negativa. No Japão, os números são diferentes, 40% de seu povo vê a influência do Brasil de forma positiva e 3% de forma negativa, ou seja, a maioria do povo japonês não tem uma opinião formada sobre a influência brasileira em seu país.

## História

### Era dos Descobrimentos
O primeiro contato entre o Brasil e o Japão foi através de exploradores portugueses que chegaram ao Japão em 1543 e fundaram a cidade de Nagasaki; 43 anos depois de Portugal fundar suas primeiras colônias no Brasil. De 1543 a 1638, Portugal negociou comércio com o Japão por meio de escalas no Brasil, conhecidas como comércio de Nanban. Muitos produtos japoneses foram vendidos no Brasil e, durante esse período, comerciantes portugueses venderam escravos japoneses no Brasil. Em 1603, o Japão entrou em um período de isolamento político-econômico, logo, laços comerciais com Portugal foram bruscamente cortados, no entanto, o comércio continuou por meio da colônia portuguesa de Macau (que atualmente faz parte da China) por um curto período.

### Independência do Brasil e Japão Imperial
Em setembro de 1822, o Brasil obteve sua independência de Portugal, décadas depois, em outubro de 1868, o Japão deu início ao seu Império e entrou no período Meiji e começou a promover relações diplomáticas com várias nações, após décadas de isolamento. Em 1895, Brasil e Japão estabeleceram formalmente suas relações ao assinaram um Tratado de Amizade, Comércio e Navegação. Em 1897, missões diplomáticas foram abertas nas capitais de cada nação, respectivamente. Em junho de 1908, um navio do Japão levando 790 imigrantes japoneses chegou ao Brasil, o navio era conhecido como Kasato Maru; o primeiros de muitos navios que chegaram ao Brasil levando imigrantes japoneses. Entre 1908 e 1941, mais de 190.000 japoneses imigraram para o Brasil em busca de melhores oportunidades no país sul-americano.
Durante a Segunda Guerra Mundial, o Brasil rompeu relações diplomáticas com o Japão e com as demais potências do Eixo após o ataque a Pearl Habor por parte da Marinha Imperial Japonesa aos Estados Unidos e aliou-se aos Aliados. Como consequência, milhares de famílias de origem japonesa no Brasil foram presas ou deportadas como espiões ou colaboradores em potencial. O governo brasileiro também fechou centenas de escolas japonesas, apreendeu equipamentos de comunicação e forçou a realocação de japoneses que moravam perto da costa. Muitos na comunidade nipo-brasileira foram torturados e foram forçados a cuspir ou pisar na imagem do imperador Hirohito, que era então considerado uma divindade no Japão. Em outubro de 2013, a Comissão Nacional da Verdade pediu desculpas pelos abusos cometidos pelo Brasil com a comunidade nipo-brasileira durante e após a Segunda Guerra Mundial.
As relações diplomáticas entre ambos países foram restabelecidas em 1952.

### Guerra Fria
Durante a Guerra Fria, em meio a tensão entre Estados Unidos e União Soviética, o presidente brasileiro João Goulart foi deposto e foi instaurada uma ditadura militar pró-Estados Unidos no Brasil, esta durou até 1985. Durante esse período, as relações entre Brasil e  Japão permaneceram estáveis, tendo o comércio entre ambos países aumentado consideravelmente.
Em julho de 1959, o primeiro ministro Nobusuke Kishi se tornou o primeiro chefe de estado japonês a visitar o Brasil. Em setembro de 1976, o presidente brasileiro, o general Ernesto Geisel, fez uma visita  de estado oficial ao Japão. O então príncipe herdeiro japonês Akihito visitou o Brasil em 1967 e em 1978.

### Nova República Brasileira
Em 1990, o governo japonês autorizou a entrada legal de japoneses e seus descendentes até a terceira geração no Japão. Desde então, cerca de 300.000 nipo-brasileiros migraram para o Japão e formam o terceiro maior grupo de imigrantes no Japão, depois de chineses e coreanos. Nos últimos anos, no entanto, vários retornaram ao Brasil depois de economizar dinheiro no Japão para comprar imóveis no Brasil e em 2016, a comunidade brasileiro-japonesa totalizava 180.000 membros.
Em 1995, as relações entre ambos países completaram 100 anos.

## Comércio
O Brasil e o Japão têm um intercâmbio comercial relativamente forte nos dias atuais, e a bioenergia, infraestrutura e meio ambiente aparecem como alvos potenciais de integração dos dois países.
Na década de 1970, foi fundada a empresa binacional mista Companhia de Promoção Agrícola (CAMPO) para o desenvolvimento agrícola no cerrado brasileiro e a coordenação do Programa de Cooperação Nipo-Brasileira para o Desenvolvimento do Cerrado (Prodecer), anterior à empresa. Foi formada entre a Companhia Brasileira de Participação Agroindustrial (Brasagro) e a Japan-Brazil Agricultural Development Corporation (Jadeco). Em ambas as partes há participação governamental e privada, por isso empresa mista. A distribuição das ações entre as duas partes não é igual, sendo a parte brasileira detentora de 51% das ações e a japonesa, 49%.

## Visitas oficiais

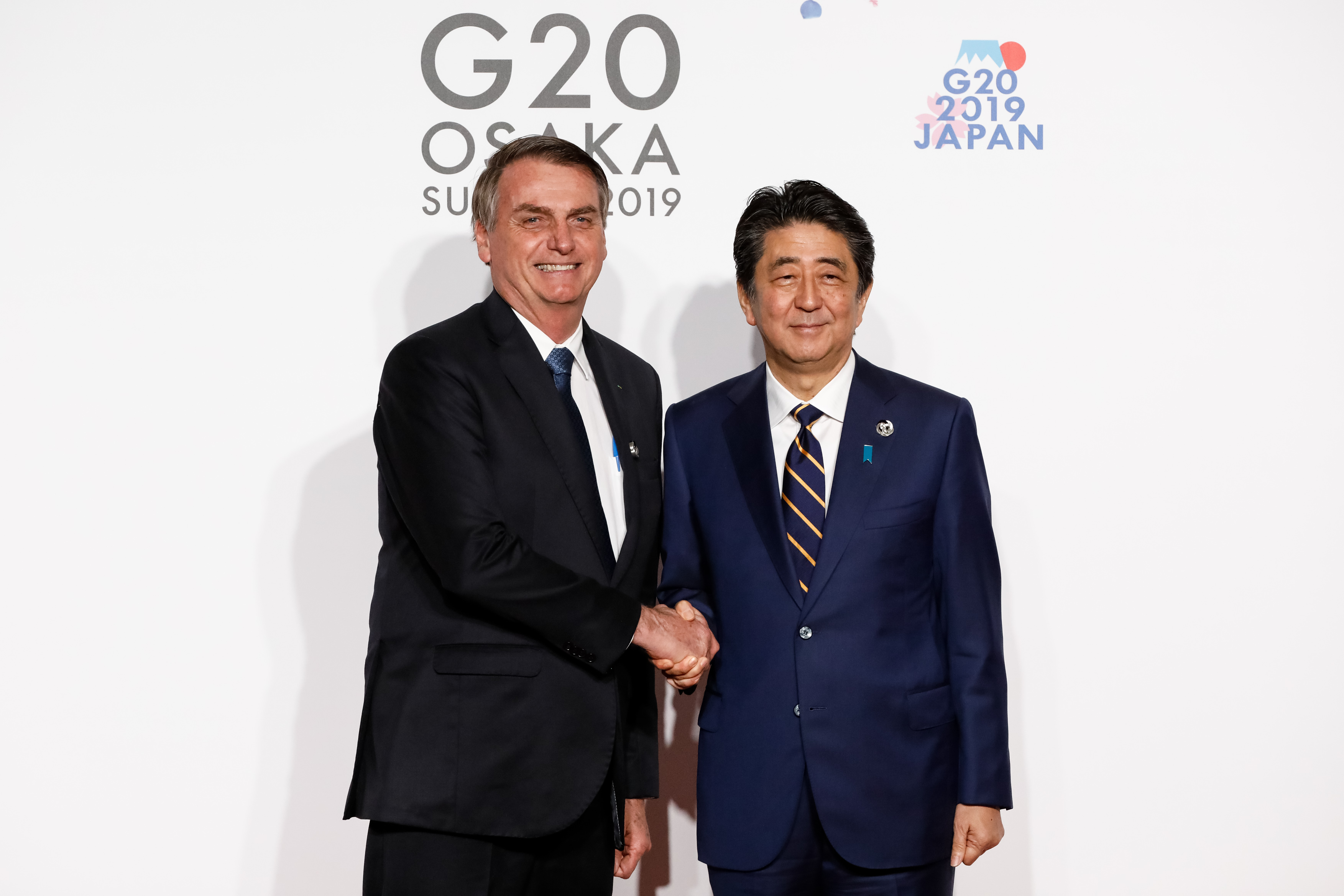
O primeiro-ministro japonês, Shinzō Abe, com o presidente brasileiro Jair Bolsonaro, em junho de 2019.

### Visitas presidenciais do Brasil ao Japão[16]
- Presidente Ernesto Geisel (1976)
- Presidente João Figueiredo (1984)
- Presidente Fernando Collor de Mello (1990)
- Presidente Fernando Henrique Cardoso (1996)
- Presidente Luiz Inácio Lula da Silva (2005 e 2008)
- Presidente Michel Temer (2016)
- Presidente Jair Bolsonaro (2019)
- Presidente Luiz Inácio Lula da Silva (2023 e 2025)

### Visitas reais e do primeiro-ministro do Japão ao Brasil[16]
- Príncipe Tomohito de Mikasa (1958)
- Primeiro-ministro Nobusuke Kishi (1959)
- Príncipe herdeiro Akihito (1967 e 1978)
- Primeiro-ministro Kakuei Tanaka (1974)
- Primeiro-ministro Zenko Suzuki (1982)
- Príncipe Fumihito (1988 e 2015)
- Primeiro-ministro Ryūtarō Hashimoto (1996)
- Imperador Akihito (1997)
- Primeiro-ministro Junichiro Koizumi (2004)
- Príncipe herdeiro Naruhito (2008 e 2018)
- Primeiro-ministro Shinzō Abe (2014 e 2016)
- Primeiro Ministro Fumio Kishida (2024)